# District de Balatonalmádi
Le district de Balatonalmádi (en hongrois : Balatonalmádi járás) est un des 10 districts du comitat de Veszprém en Hongrie. Créé en 2013, il compte 24 479 habitants et rassemble 10 localités : 7 communes et 3 villes dont Balatonalmádi, son chef-lieu.

## Localités
- Balatonakarattya
- Balatonalmádi
- Balatonfőkajár
- Balatonfűzfő
- Balatonkenese
- Csajág
- Felsőörs
- Királyszentistván
- Küngös
- Litér
- Papkeszi